# Platforma.lv
Platforma.lv (lettiska: Platforma Records) var ett lettiskt musikförlagsföretag som existerade mellan 1998 och 2010.

## Historia
Förlaget grundades 1998 av Rimant Liepin. Från 2009 hette företaget Platforma.lv och fungerade som en interaktiv internetportal för audiovisuell underhållning och musik. Portalen erbjöd möjlighet att lyssna på och ladda ner lettisk musik, titta på musikvideor och dela dem. I slutet av 2010 ansökte Platforma Records om insolvens.

## Artister
- Autobuss debesīs
- Intars Busulis
- Fact
- The Hobos
- Jumprava
- Jana Key
- Lādezers
- Linda Leen
- Melo-M
- Mofo
- Margarita Vilcāne